# Ониси, Кадзуми
Кадзуми Ониси (яп. 大西一美 О:ниси Кадзуми, Onishi Kazumi, урожд. Ямасита (山下), род. 18 октября 1948 года) — японская фигуристка, выступавшая в женском одиночном разряде. Четырёхкратная чемпионка Японии по фигурному катанию. Она представляла Японию на Зимних Олимпийских играх 1968 и Зимних Олимпийских играх 1972 годов, где заняла соответственно 14-е и 10-е места.

## Достижения
| Соревнование            | 1965-66 | 1966-67 | 1967-68 | 1968-69 | 1969-70 | 1970-71 | 1971-72 |
| ----------------------- | ------- | ------- | ------- | ------- | ------- | ------- | ------- |
| Зимние Олимпийские игры |         |         | 14      |         |         |         | 10      |
| Чемпионат мира          |         |         | 18      | 11      | 16      |         |         |
| Чемпионат Японии        | 3       | 3       | 2       | 1       | 1       | 1       | 1       |
| Универсиады             |         |         | 3       |         |         |         |         |